# Cruquius
Cruquius este o localitate în Țările de Jos, în comuna Haarlemmermeer din provincia Olanda de Nord, Țările de Jos. 